# Kambrium-ordovicium-utdöendet
Kambrium-ordovicium-utdöendet var ett massutdöende som inträffade för ungefär 488 miljoner år sedan. Det avslutade kambrium samt startade ordovicium. Under utdöendet dog många armfotingar och konodonter ut, och reducerade kraftigt antalet trilobitarter. Det föregicks av de mindre dokumenterade, men förmodligen värre Botomian- och Dreasbachianhändelserna (ungefär 517 och 502 miljoner år sedan).